# الدوري الإندونيسي الممتاز 1998–99
الدوري الإندونيسي الممتاز 1998–99 (بالإندونيسية: Divisi Utama Liga Indonesia 1998–1999)‏ هو الموسم 5 من الدوري الإندونيسي الممتاز ‏. كان عدد الأندية المشاركة فيه 28، وفاز فيه PSIS Semarang ‏.